# Tomáš Kraus (Skisportler)
Tomáš Kraus (* 3. März 1974 in Děčín) ist ein tschechischer Skisportler. Zu Beginn seiner Karriere war er Alpinskirennläufer, konnte aber kaum nennenswerte Erfolge erzielen. 2002 wechselte er zum Freestyle-Skiing und spezialisierte sich auf Skicross. In dieser Disziplin gehört er mit zwei Weltmeistertiteln und vier Siegen in der Disziplinenwertung zu den erfolgreichsten Athleten überhaupt; hinzu kommt ein Gesamtweltcupsieg.

## Biografie
Ab Dezember 1994 nahm Kraus an FIS-Rennen teil und errang dabei in neun Jahren insgesamt elf Siege. Bei der Winter-Universiade 1999 in Jasná gewann er hinter Kilian Albrecht die Slalom-Silbermedaille. Im Europacup fuhr Kraus nur zweimal in die Punkteränge, im Nor-Am Cup drei Mal. Zwischen Februar 2000 und Januar 2003 startete er bei insgesamt sechs Weltcup-Slaloms, konnte sich aber nie für den zweiten Lauf qualifizieren. Bei vier Teilnahmen an Weltmeisterschaften resultierte 1997 und 2003 jeweils ein 28. Platz im Slalom als bestes Ergebnis. Hinzu kommen fünf tschechische Meistertitel. Sein letztes alpines Skirennen bestritt er im März 2004.
Der Weltskiverband FIS nahm in der Saison 2002/03 die Disziplin Skicross neu ins Programm des Freestyle-Skiing-Weltcups auf. Kraus beteiligte sich am 30. November 2002 in Tignes am ersten Skicross-Weltcuprennen der Geschichte und gewann es. In der darauf folgenden Saison 2003/04 blieb ein vierter Platz das beste Ergebnis. Er beschloss daraufhin, sich ganz auf den Skicross zu konzentrieren. In der Weltcupsaison 2004/05 gewann er drei von fünf ausgetragenen Rennen und entschied auch die Disziplinenwertung für sich. Bei der Weltmeisterschaft 2005 in Ruka wurde er der erste Skicross-Weltmeister überhaupt.
In der Saison 2005/06 kamen drei weitere Weltcupsiege hinzu. Dies reichte nicht nur zum überlegenen Gewinn der Disziplinenwertung, sondern auch für den Gewinn des Gesamtweltcups. Die Saison 2006/07 endete zwar ohne Sieg in einem Weltcuprennen, doch Kraus konnte bei der Weltmeisterschaft 2007 in Madonna di Campiglio erfolgreich seinen Weltmeistertitel verteidigen. In der Saison 2007/08 erwies er sich wieder als weltweit bester Skicrosser, indem er vier der acht Weltcuprennen gewann und wiederum die Disziplinenwertung für sich entschied. Sein schlechtestes Ergebnis war ein fünfter Platz.
Auch in der Saison 2008/09 war Kraus in drei Weltcuprennen der Beste und war nie schlechter als Neunter. Dies reichte ihm zum vierten Mal für den Gewinn der Disziplinenwertung. Eine herbe Enttäuschung musste er jedoch bei der Weltmeisterschaft 2009 in Inawashiro hinnehmen, als er bereits früh ausschied und nicht über den 23. Platz hinauskam.
In der Saison 2009/10 stand Kraus zweimal in einem Weltcuprennen auf dem Podest, die Olympischen Winterspiele 2010 endeten mit dem 11. Platz jedoch eher enttäuschend. In der Saison 2010/11 konnte er zwei Podiumsplatzierung erreichen. Bei der Weltmeisterschaft 2011 in Deer Valley verpasste er als Vierter knapp eine Medaille.

## Erfolge Skicross

### Olympische Spiele
- Vancouver 2010: 11. Skicross
- Sotschi 2014: 18. Skicross

### Weltmeisterschaften
- Ruka 2005: 1. Skicross
- Madonna di Campiglio 2007: 1. Skicross
- Inawashiro 2009: 23. Skicross
- Deer Valley Resort 2011: 4. Skicross
- Voss 2013: 13. Skicross
- Kreischberg 2015: 20. Skicross

### Weltcupwertungen
- Saison 2002/03: 5. Skicross-Weltcup
- Saison 2003/04: 10. Skicross-Weltcup
- Saison 2005/05: 2. Gesamtweltcup, 1. Skicross-Weltcup
- Saison 2005/06: 1. Gesamtweltcup, 1. Skicross-Weltcup
- Saison 2006/07: 6. Gesamtweltcup, 2. Skicross-Weltcup
- Saison 2007/08: 2. Gesamtweltcup, 1. Skicross-Weltcup
- Saison 2008/09: 2. Gesamtweltcup, 1. Skicross-Weltcup
- Saison 2009/10: 7. Skicross-Weltcup
- Saison 2010/11: 7. Skicross-Weltcup
- Saison 2011/12: 9. Skicross-Weltcup
- Saison 2012/13: 7. Skicross-Weltcup

### Weltcupsiege
- 27 Podestplätze, davon 15 Siege:

| Datum             | Ort            | Land        |
| ----------------- | -------------- | ----------- |
| 30. November 2002 | Tignes         | Frankreich  |
| 7. Januar 2005    | Les Contamines | Frankreich  |
| 15. Januar 2005   | Pozza di Fassa | Italien     |
| 21. Januar 2005   | Kreischberg    | Österreich  |
| 14. Januar 2006   | Les Contamines | Frankreich  |
| 20. Januar 2006   | Kreischberg    | Österreich  |
| 11. März 2006     | Sierra Nevada  | Spanien     |
| 12. Januar 2008   | Les Contamines | Frankreich  |
| 16. Januar 2008   | Flaine         | Frankreich  |
| 20. Januar 2008   | Kreischberg    | Österreich  |
| 22. Februar 2008  | Sierra Nevada  | Spanien     |
| 14. Januar 2009   | Flaine         | Frankreich  |
| 19. Februar 2009  | Voss           | Norwegen    |
| 20. März 2009     | La Plagne      | Frankreich  |
| 3. Februar 2013   | Grasgehren     | Deutschland |

### Weitere Erfolge
- Tschechischer Skicross-Meister 2007, 2008 und 2009

## Erfolge Ski Alpin
- Fünffacher Tschechischer Meister:
  - Riesenslalom: 1998 und 1999
  - Slalom: 1998 und 1999
  - Super-G: 1998
- Universiade 1999 in Jasná: 2. Riesenslalom
- 11 Siege in FIS-Rennen (7× Slalom, 4× Riesenslalom)